# Usjanka

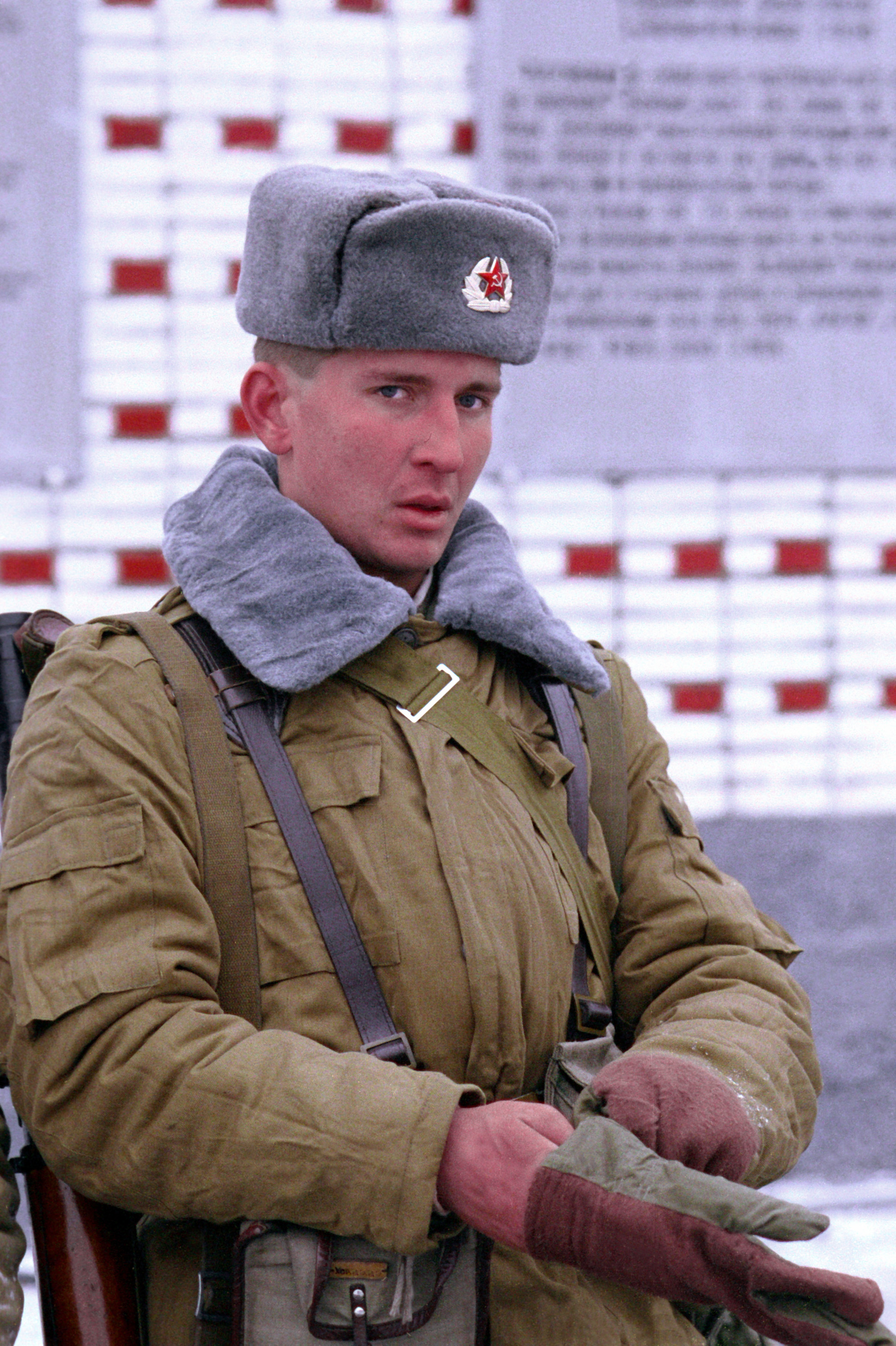
Sovjetisk soldat med usjanka, 1992.

Usjanka (ryska: уша́нка), även kallad ryssmössa eller björnfitta (slanguttryck), är en rysk mössa i päls (pälsmössa) med öronlappar som kan knytas upp eller knytas kring hakan för att skydda öronen från kyla. I engelsktalande delar av världen används benämningen shapka (ryska: шáпкa), från ryskans ord för "mössa". Usjanka kan bokstavligen översättas till öronlappsmössa, från ryska usji (у́ши) som betyder "öron".
Utformningen av mössan (pälsmössa med fällbara öronlappar) är egentligen inte rysk, utan förekommer i större utbredning historiskt, i modern tid bland annat under benämningen skotermössa. På finska kallas de turkislakki, bokstavligen "pälsmössa". En historisk nordisk motsvarighet till en usjanka kallas karpus.

## Historik

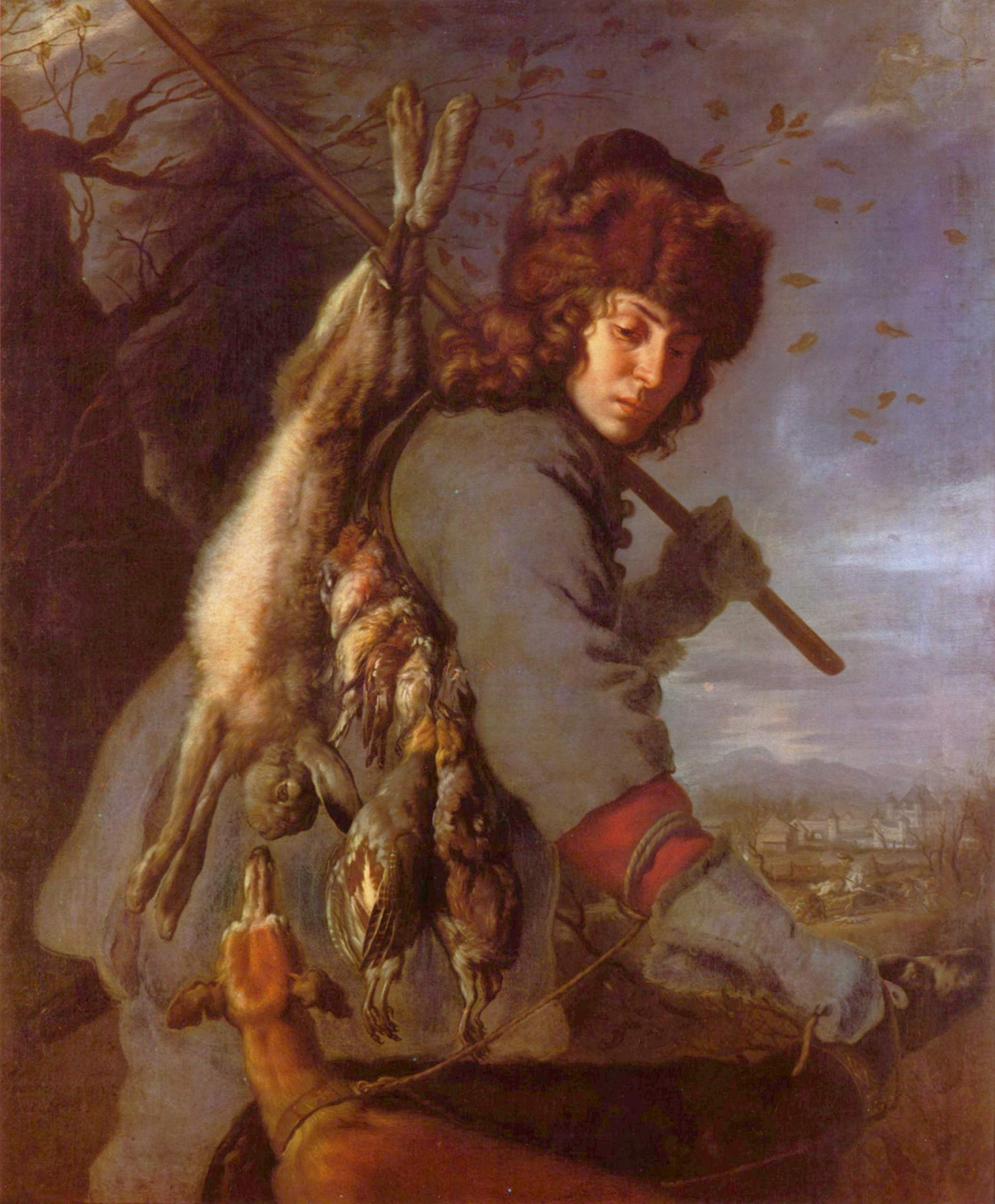
Tysk jägare med en tidig karpus gjord av päls, 1643.

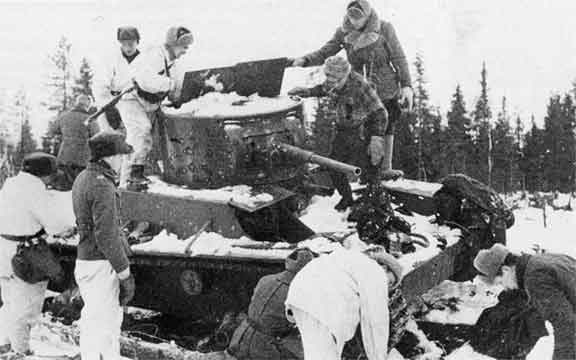
Finska soldater med "turkislakki" under vinterkriget.

Hattar med flexibla öronlappar gjorda av päls återfinns i f.d. Sovjetunionen såväl som Tyskland och Skandinavien. Kategoriseringen som "rysk mössa" kommer från andra världskriget. Under vinterkriget med Finland 1939 dog tusentals ryssar av hunger och kyla på grund av dålig organisation och brist på utrustning. Detta ledde till att Röda armén införde nya vinterkläder samt en ny pälsmössa baserad på det finska exemplet, som i sin tur är en variant av den tidigare vanligt förekommande nordeuropeiska karpusen. En huvudbonad som bland annat ingick den karolinska arméns uniformsreglemente. 
I stället för den tunna, pyramidformade och revolutionära mössan budenovka, som inte fungerade med en hjälm ovanpå och därigenom gjorde soldaten till ett synligt mål, så gav en usjanka möjligheten att ha en hjälm. Tyska soldater började också använda mössan inofficiellt, även om kopior introducerades under slutet av kriget.